# Sông Japurá

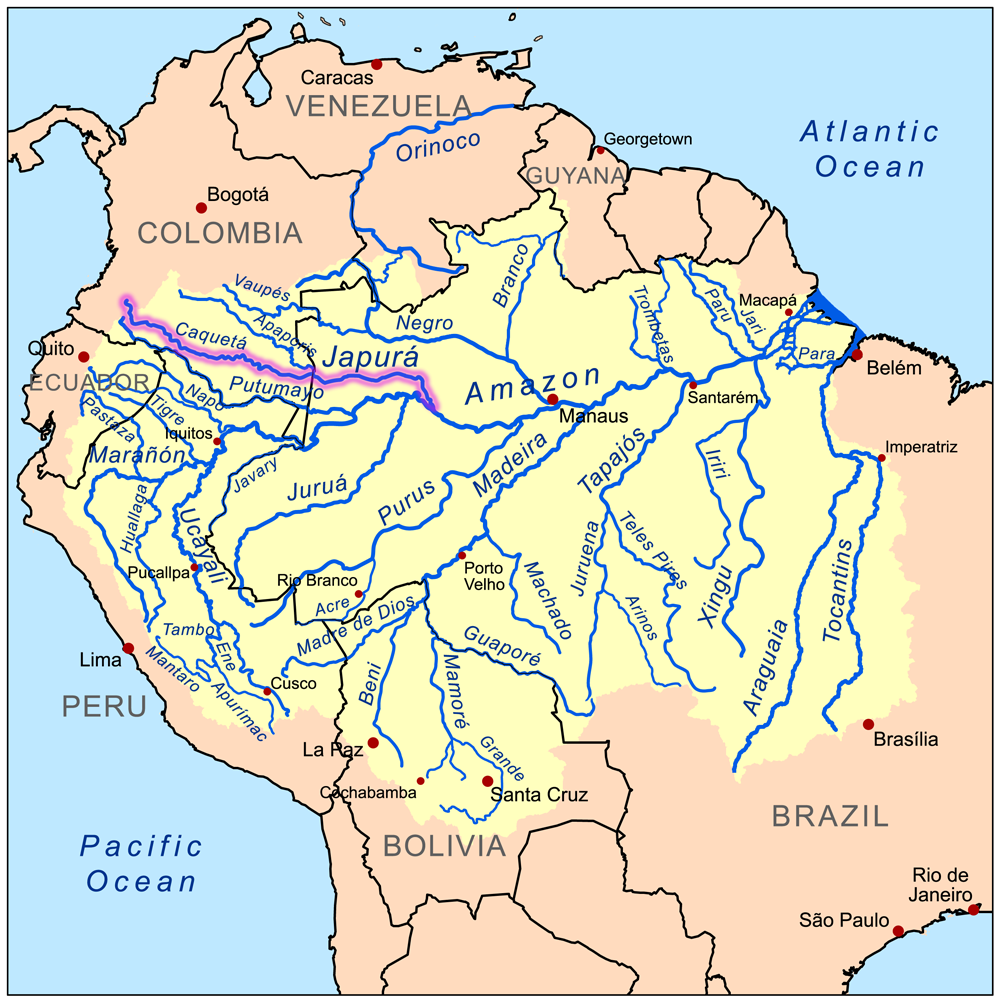
Bản đồ bồn địa Amazon với sông Japurá được tô đậm

Sông Japurá hay sông Caquetá dài khoảng 2.816 kilômét (1.750 mi) bắt nguồn với tên Caquetá tại dãy Andes ở Tây Nam của Colombia. Sông chảy theo hướng đông nam tới Brasil, tại đây sông có tên là Japurá. Japurá hợp dòng vào sông Amazon thông qua một mạng lưới các kênh. Sông có khả năng thông hành đối với các tàu thuyền nhỏ tại Brasil.
Sông là nơi có nhiều cá và các loài bò sát, bao gồm cả loài cá da trơn khổng lồ nặng tới 91 kg (201 lb) và chiều dài tới 1,8 mét (5,9 ft), cá chính điện, cá răng đao, rùa, và cá sấu caiman. Sông cũng là một tuyến đường thủy, với các thuyền độc mộc nhỏ bé, hay lớn hơn là thuyền động cơ, thuyền sông được người địa phương gọi là lanchas. Các tàu thuyền mang theo nhiều hàng hóa, đôi khi được thuê hay thậm chí là để du lịch. Tại phần thuộc Colombia, sự hiện diện của các nhóm du kích khiến cho việc đi lại gặp cản trở.
Phần lớn rừng thông tại phía đông Caquetá đã bị xóa bỏ và thay thế là các đồng cỏ, các cây trồng như lúa, ngô, sắn, mía và trong hai thập kỉ gần đây, là cây coca.
Phía tây Rio Negro, sông Solimões (tên gọi vùng thượng du Amazon thuộc Brasil) nhận ba dòng nước hùng vĩ từ phía tây bắc—Japurá, Içá (gọi là Putumayo trước khi vào đất Brasil), và Napo. Sông Caquetá, sau đó trở thành Japurá, khởi nguồn từ dãy Andes thuộc Colombia, gần sát nguồn của sông Magdalena, và tiếp nhận thêm nhiều nhánh chi lưu khác khi chảy tại Colombia.